# カール・ホール
カール・ホール（Carl Hall, 1989年3月29日 - ）は、アメリカ合衆国のプロバスケットボール選手。ジョージア州出身。ポジションはスモールフォワード兼パワーフォワード。

## 来歴
2007年にミドルジョージアカレッジに入学したが、2007-2008シーズンは、心疾患で3試合のプレーにとどまった。2008-2009シーズンは、プレーせず、ノースウェストフロリダ州立大学に転校し、2009-2010シーズンから2010-2011シーズンにプレー、その後ウィチタ州立大学に編入し、2011-2012シーズンは、19試合に先発出場し、平均8.4得点、5.0リバウンドをあげて、ミズーリ・バレー・カンファレンスの最優秀ニューカマーに選ばれた。NCAAルールでは4シーズンしかプレーすることができないが、心疾患で2007-2008シーズンの大部分及び2008-2009シーズンを欠場した彼が2012-2013シーズンも大学でプレーできるよう、ウィチタ州立大はNCAAへ働きかけを行った。2013年のNCAAトーナメントに第9シードで出場、アトランタのジョージアドームで行われるファイナル4まで残った。
2013年に来日し、NBL・兵庫ストークスに入団するも1シーズンで退団。その後も1シーズンでの移籍を繰り返す。bjリーグ・信州ブレイブウォリアーズや横浜ビー・コルセアーズ、B3リーグ・東京八王子トレインズでもプレーした。